# لاري كينت (ممثل)
لاري كينت (بالإنجليزية: Larry Kent)‏ هو ممثل أمريكي، ولد في 15 سبتمبر 1900 في لوس أنجلوس في الولايات المتحدة، وتوفي بنفس المكان في 7 نوفمبر 1967.

## وصلات خارجية
- لاري كينت على موقع IMDb (الإنجليزية)
- لاري كينت على موقع قاعدة بيانات الفيلم (الإنجليزية)